# NGC 3172
NGC 3172 este o galaxie lenticulară situată în constelația Ursa Mică. A fost descoperită în 4 octombrie 1831 de către John Herschel.